# Regina Celi
Regina Celi Fernandes Duran , mais conhecida como Regina Celi (antes: Regina Duran) (Rio de Janeiro, 17 de janeiro de 1967) é uma dirigente de carnaval brasileira. Foi a terceira mulher a comandar o Acadêmicos do Salgueiro. Foi enredo do Raízes da Tijuca e Arranco, respectivamente nos anos de 2014 e 2017. É a atual presidente de honra da Unidos de Padre Miguel.

## Biografia
Antes de ser presidente, foi primeira-dama da escola, quando era casada com Luís Augusto Duran, mais conhecido como Fú. Após seu marido deixar a presidência, candidatou-se a presidente, vencendo por 535 votos, contra 136 do opositor Mauro Torrão.
Logo no início do seu mandato à frente do Salgueiro, sagrou-se campeã, com o enredo "Tambor". Envolveu-se em algumas polêmicas, como a saída de Celino Dias da presidência da ala de compositores e de Tavinho Novello como diretor de carnaval. Ainda em 2010, chegou a ser comentada uma possível saída do intérprete Quinho, o que foi apaziguado no desfile das campeãs.
Para o carnaval 2011, durante a final das eliminatórias de samba-enredo, trouxe uma inovação, ao divulgar o voto de cada segmento da escola. No mesmo ano, surgiram alguns questionamentos, devido aos conselhos deliberativo e fiscal não aprovarem as contas referentes a carnavais anteriores, o que culminou com as saídas dos presidentes de ambos os conselhos.
Nas eleições de 2011, Regina, já separada e com novo nome artístico concorreu à reeleição contra o seu ex-marido Fú, vencendo por uma pequena diferença de 209 votos. Após o Carnaval, no mês de maio, Regina foi novamente reeleita, como candidata única, após as impugnações das chapas adversárias, de Fu, e do então intérprete Quinho.
Em 2016, candidatou-se a vereadora da cidade do Rio de Janeiro pelo PMDB, para a legislatura 2017-2020, mas obteve apenas 4280 votos, ficando apenas na 25ª colocação de seu partido, que fez 10 cadeiras. No segundo turno das eleições municipais daquele ano, apoiou o candidato Marcelo Crivella, que acabaria eleito, contra Marcelo Freixo.
Foi reeleita novamente presidente da Academia do Samba, em maio de 2018, sendo depois inelegível pelo Tribunal de Justiça, em meio a questionamentos do opositor Andre Vaz, que declarou várias irregularidades em sua gestão e numa das seções do mesmo Tribunal de Justiça, conseguiu manter sua vitória no pleito de Maio.
Foi destituída do cargo de presidente, novamente pelo TJ, que pôs o seu então vice, Jomar Casemiro, como interventor, mas como a sua chapa não lançou candidato, fez com que fosse aclamado seu principal adversário, como novo mandatário da Academia.
Depois de uma auditoria autônoma e independente foi excluída do quadro de sócios beneméritos por unanimidade, comprovado que fez empréstimos no nome da escola, em período que estava suspensa pela justiça e não comprovou a destinação.
Em novembro de 2019, assumiu a presidência de honra da Unidos de Padre Miguel.
Um dos acusados da morte da vereadora Marielle Franco, Ronnie Lessa disse, em delação do relatório da Polícia Federal retirado pelo Superior Tribunal Federal no dia 24 de março de 2024, que foi contratado pelo bicheiro Bernardo Bello para matar a então presidente do Salgueiro, Regina Celi.